# ملعب جوليسكا
ملعب جوليسكا هو ملعب كرة قدم يستضيف مسابقات ألعاب القوى، يقع في براغ، التشيك، يتسع لـ 18800 متفرج. تم افتتاحه في 1960. تم تجديده في 2001.